# Károly Simonyi

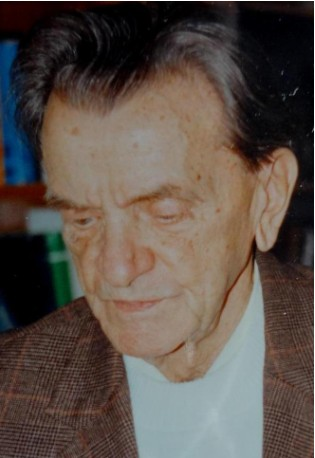
Károly Simonyi

Károly Simonyi (n. 18 octombrie 1916 - d. 9 octombrie 2001) a fost un fizician și scriitor maghiar.
A absolvit Universitatea de Tehnologie și Economie din Budapesta și a deținut funcția de profesor în cadrul acestei universități.
Cu ajutorul unui generator Van de Graaff a efectuat, în 1951, prima reacție nucleară experimentală din Ungaria.
A fost tatăl informaticianului american Charles Simonyi, care a adus contribuții deosebite în crearea Microsoft Office.